# 신법당
신법당(新法黨)은 북송(北宋) 시기 왕안석(王安石)의 개혁 정치를 지지하는 당파를 말한다. 신법당은 남방 출신의 관료가 많고 진취적 기개가 풍부하여, 대지주나 호상(豪商)의 이익을 대표하는 북방 관료가 많은 구법당(舊法黨)과 대립했다. 그러나 신종(神宗, 재위 1067-1085)과 철종(哲宗, 재위 1085-1100) 시기에 걸쳐 양당이 당쟁을 거듭하는 동안 초기의 혁신적 정책은 잊혀져 없어지고 휘종조(徽宗朝) 때 재상이 된 신법당의 채경(蔡京) 등은 국가의 수탈을 강화시킬 뿐이었다.

## 같이 보기
- 사마광
- 왕안석
- 채경